# Nakhchivan (thành phố)
Thành phố Nakhchivan (tiếng Azerbaijani: Naxçıvan şəhəri; cũng viết Nachitschewan, Nakhchyvan, Nakhicevan, Nakhichevan’, và Nakhjavan) là thủ đô của Cộng hòa tự trị Nakhchivan thuộc Azerbaijan, cách Baku 450 km về phía tây. Đô thị Nakhchivan gồm thành phố Nakhchivan và các làng Başbaşı, Qarağalıq, và Daşduz.
Thành phố này đã là một trung tâm thương mại cổ và các nhà sử học cho rằng thời gian thành lập là vào thế kỷ 16 trước Công nguyên.

## Khí hậu
Nakhchivan có lục địa khí hậu bán khô cằn (Köppen BSk) với mùa đông ngắn nhưng lạnh, có tuyết và mùa hè dài, khô, rất nóng.
| Dữ liệu khí hậu của Nakhchivan          | Dữ liệu khí hậu của Nakhchivan | Dữ liệu khí hậu của Nakhchivan | Dữ liệu khí hậu của Nakhchivan | Dữ liệu khí hậu của Nakhchivan | Dữ liệu khí hậu của Nakhchivan | Dữ liệu khí hậu của Nakhchivan | Dữ liệu khí hậu của Nakhchivan | Dữ liệu khí hậu của Nakhchivan | Dữ liệu khí hậu của Nakhchivan | Dữ liệu khí hậu của Nakhchivan | Dữ liệu khí hậu của Nakhchivan | Dữ liệu khí hậu của Nakhchivan | Dữ liệu khí hậu của Nakhchivan |
| Tháng                                   | 1                              | 2                              | 3                              | 4                              | 5                              | 6                              | 7                              | 8                              | 9                              | 10                             | 11                             | 12                             | Năm                            |
| --------------------------------------- | ------------------------------ | ------------------------------ | ------------------------------ | ------------------------------ | ------------------------------ | ------------------------------ | ------------------------------ | ------------------------------ | ------------------------------ | ------------------------------ | ------------------------------ | ------------------------------ | ------------------------------ |
| Trung bình ngày tối đa °C (°F)          | 0.8 (33.4)                     | 4.0 (39.2)                     | 12.3 (54.1)                    | 20.1 (68.2)                    | 24.7 (76.5)                    | 29.5 (85.1)                    | 34.7 (94.5)                    | 33.7 (92.7)                    | 30.1 (86.2)                    | 21.9 (71.4)                    | 12.6 (54.7)                    | 5.1 (41.2)                     | 19.1 (66.4)                    |
| Trung bình ngày °C (°F)                 | −4.0 (24.8)                    | −0.5 (31.1)                    | 5.4 (41.7)                     | 12.4 (54.3)                    | 17.5 (63.5)                    | 22.4 (72.3)                    | 26.9 (80.4)                    | 26.2 (79.2)                    | 21.9 (71.4)                    | 14.1 (57.4)                    | 6.5 (43.7)                     | 0.9 (33.6)                     | 12.5 (54.5)                    |
| Tối thiểu trung bình ngày °C (°F)       | −6.8 (19.8)                    | −4.3 (24.3)                    | 1.0 (33.8)                     | 7.4 (45.3)                     | 11.5 (52.7)                    | 15.9 (60.6)                    | 20.0 (68.0)                    | 18.7 (65.7)                    | 14.7 (58.5)                    | 8.2 (46.8)                     | 2.3 (36.1)                     | −2.5 (27.5)                    | 7.2 (45.0)                     |
| Lượng Giáng thủy trung bình mm (inches) | 19 (0.7)                       | 18 (0.7)                       | 29 (1.1)                       | 38 (1.5)                       | 36 (1.4)                       | 30 (1.2)                       | 17 (0.7)                       | 8 (0.3)                        | 11 (0.4)                       | 26 (1.0)                       | 20 (0.8)                       | 15 (0.6)                       | 267 (10.5)                     |
| Số ngày giáng thủy trung bình           | 5                              | 4                              | 6                              | 7                              | 9                              | 5                              | 2                              | 2                              | 2                              | 5                              | 4                              | 4                              | 55                             |
| Số giờ nắng trung bình tháng            | 82.9                           | 117.3                          | 188.3                          | 202.6                          | 254.5                          | 324.0                          | 364.4                          | 338.7                          | 302.5                          | 215.6                          | 148.1                          | 121.1                          | 2.660                          |
| Nguồn: NOAA                             |                                |                                |                                |                                |                                |                                |                                |                                |                                |                                |                                |                                |                                |

## Thành phố kết nghĩa
- Batumi, Gruzia[3]
- Brest, Belarus[4]